# Ellen Langer
Pour les articles homonymes, voir Ellen et Langer.
Ellen Jane Langer, née le 25 mars 1947, est une professeure de psychologie à Université Harvard qui a notamment étudié les théories sur les prises de décision et de l'illusion de maîtrise. Elle obtint un doctorat en psychologie sociale et en psychologie clinique à l'Université Yale en 1974. Surnommée Mother Mindfulness, elle fait partie des personnes qui ont révélé à la société occidentale l'importance de la pleine conscience (angl. : mindfulness) et montré ses effets positifs, notamment face au vieillissement.